# Coppia d'azione
(Tagline del film.)
Coppia d'azione (Undercover Blues) è un film del 1993 diretto da Herbert Ross  con protagonisti Kathleen Turner e Dennis Quaid.

## Trama
Jeff e Jane Blue sono una coppia felicemente sposata in vacanza a New Orleans con la loro piccola bambina. In realtà, i coniugi sono ex agenti segreti che ora desiderano condurre una vita tranquilla; presto vengono tuttavia richiamati al lavoro dalla CIA, sulle tracce di Paulina Novacek, una criminale cecoslovacca entrata in possesso di un potente esplosivo. Nel corso delle esilaranti avventure a ritmo di blues verranno affiancati da una bizzarra coppia di sbirri, ma dovranno affrontare gli uomini della Novacek e un insolito criminale da quattro soldi di nome Muerte (o Marta, come lo chiamano i Blue).

## Produzione

### Location
Il film è stato girato interamente a New Orleans.

## Accoglienza

### Box Office
Il film ha incassato negli Stati Uniti circa 12,4 milioni di dollari.